# جو أبلباي
جو أبلباي (بالإنجليزية: Jo Appleby)‏ هي مغنية ومغنية أوبرا بريطانية، ولدت في 7 أبريل 1978.